# Tsingtauer Neueste Nachrichten

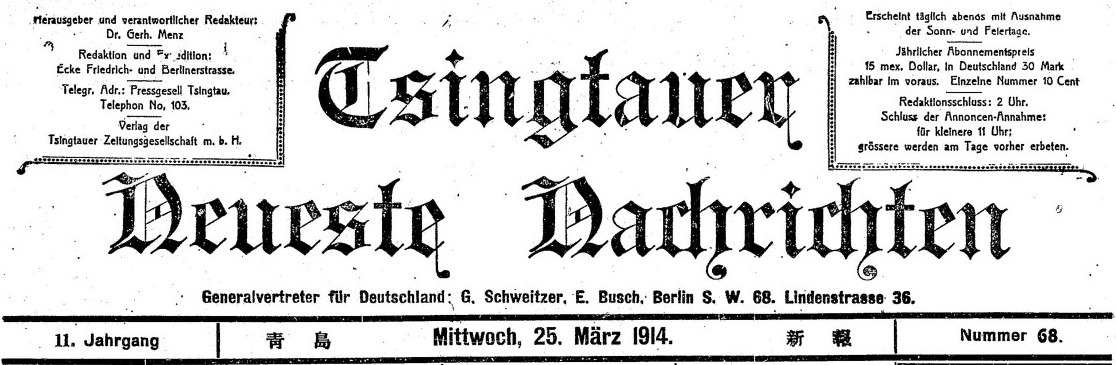
Die Tsingtauer Neuesten Nachrichten vom 25. März 1914, Titelseite

Die Tsingtauer Neuesten Nachrichten (TNN) war eine deutschsprachige Tageszeitung aus Tsingtau in der zum Deutschen Reich gehörenden Kolonie Kiautschou. Die Zeitung erschien von 1904 bis 1914 an sechs Tagen in der Woche.
Die Erstausgabe vom 1. November 1904 wurde von Carl Fink herausgegeben, Chefredakteur war Hans von Kropff. Von 1913 bis 1914 war Gerhard Menz Herausgeber und verantwortlicher Redakteur der TNN.
Die Zeitung richtete sich an die lokale Bevölkerung in Tsingtau sowie an verschiedene deutsche Unternehmen im Fernen Osten. Die Zeitung berichtete über die Aktivitäten der westlichen Großmächte in Ostasien, über die Verwaltung des deutschen Gouvernements Kiautschou, den Handel und die vor Ort tätige christliche Mission.
Nach dem Ausbruch des Ersten Weltkriegs erschien die Zeitung wenige Male unter dem Namen Tsingtauer Kriegsnachrichten, bevor die Japaner die Stadt Tsingtau übernahmen und die Herausgabe deutscher Zeitungen eingestellt wurde.